# Bahnstrecke Georgensgmünd–Spalt
| Bahnhof Spalt (2007) |                      |                                  |                                  |
| Streckennummer (DB): | 5945                 |                                  |                                  |
| Kursbuchstrecke (DB): | ex 413k 413c (1946)  |                                  |                                  |
| Streckenlänge: | 6,92 km              |                                  |                                  |
| Spurweite: | 1435 mm (Normalspur) |                                  |                                  |
| Maximale Neigung: | 4 ‰                  |                                  |                                  |
| Minimaler Radius: | 750 m                |                                  |                                  |
| |                      |                                  |                                  |
| \| \| \| von Nürnberg \| \| \| \| 0,00 \| Georgensgmünd \| 357 m \| \| \| \| nach Treuchtlingen \| \| \| \| \| \| \| \| \| 1,07 \| Georgensgmünd Vohwinkel (Anst) \| Georgensgmünd Vohwinkel (Anst) \| \| \| \| \| \| \| \| 2,31 \| Georgensgmünd Feil (Anst) \| Georgensgmünd Feil (Anst) \| \| \| 3,60 \| Hügelmühle (1897–1924) \| Hügelmühle (1897–1924) \| \| \| 4,28 \| Großweingarten (1924–1969) \| 364 m \| \| \| 5,30 \| Wasserzell bei Spalt (1892–1922) \| Wasserzell bei Spalt (1892–1922) \| \| \| 6,92 \| Spalt \| 369 m \| \| \| \| \| \| \| Quellen: [1][2] \| \| \| \| |                      |                                  |                                  |
| Strecke |                      | von Nürnberg                     | von Nürnberg                     |
| Bahnhof | 0,00                 | Georgensgmünd                    | 357 m                            |
| Abzweig ehemals geradeaus und nach links |                      | nach Treuchtlingen               | nach Treuchtlingen               |
| Abzweig geradeaus und von links (Strecke außer Betrieb) |                      |                                  |                                  |
| Blockstelle (Strecke außer Betrieb) | 1,07                 | Georgensgmünd Vohwinkel (Anst)   | Georgensgmünd Vohwinkel (Anst)   |
| Abzweig geradeaus und von rechts (Strecke außer Betrieb) |                      |                                  |                                  |
| Blockstelle (Strecke außer Betrieb) | 2,31                 | Georgensgmünd Feil (Anst)        | Georgensgmünd Feil (Anst)        |
| Haltepunkt / Haltestelle (Strecke außer Betrieb) | 3,60                 | Hügelmühle (1897–1924)           | Hügelmühle (1897–1924)           |
| Haltepunkt / Haltestelle (Strecke außer Betrieb) | 4,28                 | Großweingarten (1924–1969)       | 364 m                            |
| Haltepunkt / Haltestelle (Strecke außer Betrieb) | 5,30                 | Wasserzell bei Spalt (1892–1922) | Wasserzell bei Spalt (1892–1922) |
| Kopfbahnhof Streckenende (Strecke außer Betrieb) | 6,92                 | Spalt                            | 369 m                            |
| |                      |                                  |                                  |
| Quellen: |                      |                                  |                                  |

Die Bahnstrecke Georgensgmünd–Spalt, im Volksmund auch Spalter Bockl genannt, war eine Nebenbahn in Bayern. Sie zweigte in Georgensgmünd von der Hauptbahn Treuchtlingen–Nürnberg ab und führte nach Spalt.

## Planung und Bau

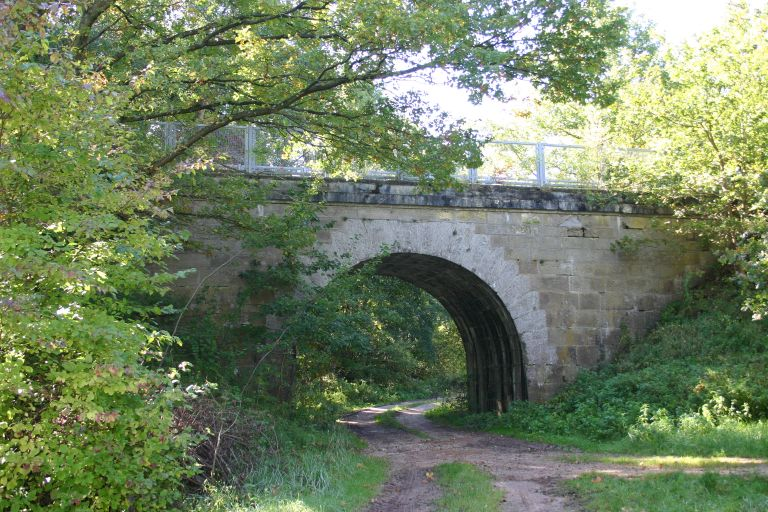
Brücke bei Spalt, heute Radweg

Anfängliche Pläne, die Ludwigs-Süd-Nord-Bahn von Lindau nach Nürnberg über Gunzenhausen–Spalt–Georgensgmünd zu trassieren, wurden nicht realisiert. Die Spalter Hopfenbauern sollen dies aufgrund der Angst vor Qualitätsverschlechterung des weltbekannten Hopfens durch die Dampflokomotiven verhindert haben. Als später die Eisenbahn als Transportmittel anerkannt war, ersuchte die Stadt Spalt mehrfach um den Anschluss an die Bahn bei Georgensgemünd, musste schließlich aber nach dem Vizinalbahngesetz die Baukosten in Höhe von 80.000 Gulden selbst aufbringen.
Bauingenieur Schmidt von der Eisenbahnbausektion Nürnberg arbeitete zwischen 1870 und 1872 insgesamt vier mögliche Streckenvarianten aus, wovon schließlich die erste realisiert wurde. Sie wies im Vergleich zu den anderen Trassierungen die kürzeste Strecke sowie die wenigsten Baumaßnahmen auf und war deshalb am günstigsten. Auch die Stadt Spalt unternahm Maßnahmen zur Kostensenkung, so wurden beispielsweise die 14 Brücken und Durchlässe aus Steinen gebaut, die beim Abriss der Stadtmauer anfielen. Die Strecke besteht zu fast drei Vierteln aus Geraden, lediglich sechs Kurven waren notwendig. Der engste Kurvenradius betrug dabei 750 Meter, die kürzeste Strecke zwischen zwei Gegengeraden 188,50 Meter. Der Untergrund der Strecke bestand aus gewachsenem Lehm und Sand, lediglich an einem kurzen Stück musste Moorboden bis auf die Sandsohle abgetragen werden. Einschnitte wurden teilweise bis zu drei Meter tief ausgehoben, Bahndämme bis zu 8,5 Meter hoch aufgeschüttet, wobei auch hier Sand und Lehm verwendet wurde. Insgesamt wurden rund 120.000 Kubikmeter Erdreich bewegt. Die Schienen sowie die Weichen und Kreuzungen aus Gussstahl lieferte die Firma Späth aus Nürnberg, wobei zwei Profile verwendet wurden. Kilometersteine fertigte ein ortsansässiger Steinmetz für 50 Kreuzer pro Stück inklusive Anlieferung.
Die 6,92 km lange Strecke wurde mit einer maximalen Längsneigung von 1:250 und einem Mindestbogenradius von 750 m errichtet. Größere Kunstbauten waren auf der Strecke nicht erforderlich. Die Baukosten lagen bei 398.308 Mark.
Am 16. Oktober 1872 wurde die Strecke als zweite Vizinalbahn der Königlich Bayerischen Staats-Eisenbahnen eröffnet.

## Betrieb

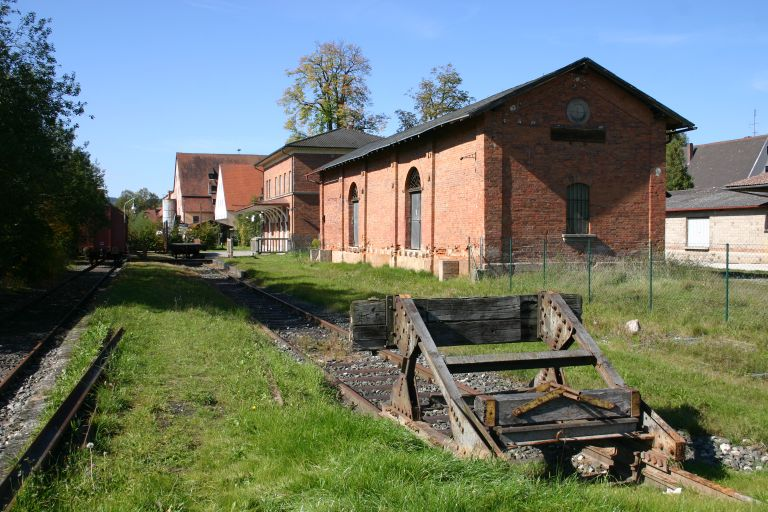
Das Bahngelände in Spalt 2007

Der erste Zug erreichte Spalt am 18. September 1872, der Betrieb der Nebenbahn wurde zum 16. Oktober aufgenommen. Anfangs fuhren täglich drei Zugpaare, welche in den letzten Betriebsjahren um weitere zwei bis drei Verbindungen ergänzt wurden. Die erst 1892 bzw. 1897 eingerichteten Haltepunkte Wasserzell und Hügelmühle wurden bis 1922 bzw. 1924 bedient. Dafür wurde ein Haltepunkt Großweingarten angelegt.
Um den Betrieb wirtschaftlicher zu gestalten, wurde 1914 die Verlängerung der Bahn nach Windsbach geplant und die Trasse abgesteckt. Die weiteren Arbeiten wurden durch den Ausbruch des Ersten Weltkrieges verzögert und danach von der Deutschen Reichsbahn nicht mehr weiter verfolgt.
Der Verkehr wurde, wie auf den anderen Vizinalbahnen, zunächst mit alten Hauptbahnlokomotiven abgewickelt. Nach mehreren wenig erfolgreichen Experimenten mit speziellen Nebenbahnlokomotiven wurden im Jahr 1905 die ersten „Glaskästen“ der Baureihe PtL 2/2 in Betrieb genommen, die in den folgenden Jahrzehnten das Bild der Strecke prägen sollten. Die Ära dieser Lokomotiven endete 1963 mit der Ausmusterung der 98 307, die bis zuletzt zwischen Spalt und Georgensgmünd fuhr. Betriebsmittelpunkt der Strecke war der Bahnhof Spalt. Die Lokomotiven übernachteten in der zweiständigen Lokomotivstation an der Ausfahrt Richtung Georgensgmünd.
Mit Erlass vom 25. März 1969 erteilte der Bundesminister für Verkehr die Genehmigung zur Einstellung des Betriebs. Am 28. September 1969 wurde der Personenverkehr auf der 6,92 Kilometer langen Strecke von der Deutschen Bundesbahn eingestellt, obwohl die Strecke 1963 noch komplett saniert worden war. Der Güterverkehr wurde noch bis zum 28. Mai 1995 weitergeführt, daran sollte sich ein „Auslaufbetrieb“ anschließen. Gelegentlich wurde die Strecke auch von Sonderzügen befahren, vor allem zu der von der DB betriebenen Bauschuttdeponie, in der unter anderem ausgebauter Schotter und Abraum von abgebauten Bahnsteigen abgelagert wurden.
Mittlerweile ist die Strecke zu einem Radwanderweg umgebaut worden. Der Bahnhof Spalt wurde restauriert und ist seit 1993 als Kulturbahnhof Zentrum des kulturellen Lebens der Stadt. Im Deutschen Dampflokomotiv-Museum in Neuenmarkt (Oberfranken) kann die zuletzt auf der Strecke eingesetzte Maschine 98 307 besichtigt werden.